# Адамс, Фердинанд
Фе́рдинанд А́дамс (нидерл. Ferdinand Adams; 3 мая 1903, Антверпен — 25 декабря 1985, Андерлехт) — бельгийский футболист, нападающий, участник чемпионата мира 1930 года. В 23 матчах за сборную забил 9 голов. Всю карьеру провёл в клубе «Андерлехт».
| Матчи и голы Фердинанда Адамса за сборную Бельгии | Матчи и голы Фердинанда Адамса за сборную Бельгии | Матчи и голы Фердинанда Адамса за сборную Бельгии | Матчи и голы Фердинанда Адамса за сборную Бельгии | Матчи и голы Фердинанда Адамса за сборную Бельгии | Матчи и голы Фердинанда Адамса за сборную Бельгии | Матчи и голы Фердинанда Адамса за сборную Бельгии |
| №                                                 | Дата                                              | Место проведения                                  | Соперник                                          | Счёт                                              | Голы                                              | Соревнование                                      |
| ------------------------------------------------- | ------------------------------------------------- | ------------------------------------------------- | ------------------------------------------------- | ------------------------------------------------- | ------------------------------------------------- | ------------------------------------------------- |
| 1                                                 | 5 октября 1924                                    | Копенгаген, Дания                                 | Дания                                             | 1:2                                               | 1                                                 | Товарищеский матч                                 |
| 2                                                 | 8 декабря 1924                                    | Уэст-Бромидж, Англия                              | Англия                                            | 0:4                                               | -                                                 | Товарищеский матч                                 |
| 3                                                 | 21 мая 1925                                       | Будапешт, Венгрия                                 | Венгрия                                           | 3:1                                               | 1                                                 | Товарищеский матч                                 |
| 4                                                 | 24 мая 1925                                       | Лозанна, Швейцария                                | Швейцария                                         | 0:0                                               | -                                                 | Товарищеский матч                                 |
| 5                                                 | 13 декабря 1925                                   | Льеж, Бельгия                                     | Австрия                                           | 3:4                                               | -                                                 | Товарищеский матч                                 |
| 6                                                 | 14 марта 1926                                     | Антверпен, Бельгия                                | Нидерланды                                        | 1:1                                               | 1                                                 | Coupe Van den Abeele 1926                         |
| 7                                                 | 2 мая 1926                                        | Амстердам, Нидерланды                             | Нидерланды                                        | 5:1                                               | 1                                                 | Товарищеский матч                                 |
| 8                                                 | 24 мая 1926                                       | Антверпен, Бельгия                                | Англия                                            | 3:5                                               | -                                                 | Товарищеский матч                                 |
| 9                                                 | 20 июня 1926                                      | Брюссель, Бельгия                                 | Франция                                           | 2:2                                               | 1                                                 | Товарищеский матч                                 |
| 10                                                | 2 января 1927                                     | Льеж, Бельгия                                     | Чехословакия                                      | 2:3                                               | -                                                 | Товарищеский матч                                 |
| 11                                                | 13 марта 1927                                     | Антверпен, Бельгия                                | Нидерланды                                        | 2:0                                               | 1                                                 | Coupe Van den Abeele 1927                         |
| 12                                                | 3 апреля 1927                                     | Брюссель, Бельгия                                 | Швеция                                            | 2:1                                               | 1                                                 | Товарищеский матч                                 |
| 13                                                | 1 мая 1927                                        | Амстердам, Нидерланды                             | Нидерланды                                        | 2:3                                               | -                                                 | Товарищеский матч                                 |
| 14                                                | 11 мая 1927                                       | Брюссель, Бельгия                                 | Англия                                            | 1:9                                               | -                                                 | Товарищеский матч                                 |
| 15                                                | 4 сентября 1927                                   | Стокгольм, Швеция                                 | Швеция                                            | 0:7                                               | -                                                 | Товарищеский матч                                 |
| 16                                                | 8 января 1928                                     | Брюссель, Бельгия                                 | Австрии                                           | 1:2                                               | -                                                 | Товарищеский матч                                 |
| 17                                                | 13 апреля 1930                                    | Коломб, Франция                                   | Франция                                           | 6:1                                               | 1                                                 | Товарищеский матч                                 |
| 18                                                | 4 мая 1930                                        | Амстердам, Нидерланды                             | Нидерланды                                        | 2:2                                               | 1                                                 | Товарищеский матч                                 |
| 19                                                | 11 мая 1930                                       | Брюссель, Бельгия                                 | Ирландское Свободное Государство                  | 1:3                                               | -                                                 | Товарищеский матч                                 |
| 20                                                | 18 мая 1930                                       | Антверпен, Бельгия                                | Нидерланды                                        | 3:1                                               | -                                                 | Coupe Van den Abeele 1930                         |
| 21                                                | 25 мая 1930                                       | Льеж, Бельгия                                     | Франция                                           | 1:2                                               | -                                                 | Товарищеский матч                                 |
| 22                                                | 13 июля 1930                                      | Монтевидео, Уругвай                               | США                                               | 0:3                                               | -                                                 | Чемпионат мира 1930                               |
| 23                                                | 20 июля 1930                                      | Монтевидео, Уругвай                               | Парагвай                                          | 0:1                                               | -                                                 | Чемпионат мира 1930                               |

Итого: 23 матча / 9 голов; 6 побед, 4 ничьих, 13 поражений.